# Иванов, Сергей Андреевич (архитектор)
Серге́й Андре́евич Ива́нов (9 [21] июля 1822, Санкт-Петербург — 29 января [10 февраля] 1877, Рим) — русский архитектор, академик архитектуры Императорской Академии художеств.

## Биография
Родился 9 июля 1822 в Петербурге. Младший сын профессора живописи Императорской Академии художеств Андрея Ивановича Иванова и младший брат знаменитого автора «Явления Христа народу» Александра Андреевича Иванова. Воспитывался в Академии, учился в архитектурном отделении Академии художеств под главным руководством профессора А. А. Тона, которому помогал при постройке Благовещенской церкви в Санкт-Петербурге.
Получил медали Академии: малые серебряные медали — за рисунки с натуры (23 декабря 1839 и 4 мая 1840) и за архитектурные композиции (24 декабря 1840 и 10 мая 1841), и большую серебряную медаль за перспективный вид академической лестницы (27 сентября 1840). Конкурировал на золотые медали программами: на малую — «проектом гостинного двора в столице» (26 сентября 1842) и на большую золотую медаль — «проектом публичной библиотеки» (26 сентября 1843). Но так как император Николай I нашёл последнюю работу не вполне удовлетворительною, то и велел оставить Сергея Иванова в Академии до 1845 года, и только в 1846 году ему удалось воспользоваться правом на заграничное пенсионерство, за сочинение фасада «Прачечного дома» на Сергиевской улице, который и был выстроен по этому проекту.
Посетил главные города Бельгии и Северной Франции, осматривал старинные замки по течению Луары и на юге Франции. 26 марта того же года он прибыл к своему брату в Рим, где занялся изучением местных памятников средневекового зодчества и остатков античных зданий.
Сергей Андреевич Иванов любил древнюю архитектуру и интересовался реставрацией древних памятников. По приезде в Италию (в 1847—1849 годах) он за собственный счёт начал раскопки для поиска терм императора Каракаллы, нашёл при этом прекрасные мозаики, и открыл древнюю систему отопления бань и способ устройства сводов. В 1848 году, по случаю начавшейся в Риме революции, император Николай I повелел вызвать из Италии обратно в Россию всех пенсионеров Академии, в том числе и Иванова. Последний просил дозволения остаться в Риме, чтобы завершить раскопки терм Каракаллы, но ему было в этом отказано. Тогда Иванов, располагая своими собственными денежными средствами, решил остаться в Риме, не пользуясь пособием от правительства.
В 1858 году совершил поездку в Афины (Грецию), где изучал развалины Акрополя, храм Тесея и остатки театра Ирода Аттика. Восстановил трон знаменитой статуи Юпитера Олимпийского, работы Фидия. Сергей Иванов был деятельным членом немецкого Археологического института в Риме. Кроме нескольких докладов архитектурно-археологического содержания, прочитанных в заседаниях этого Института, написал два более обширных сочинения о термах Каракаллы (изданы на итальянском языке) и о троне статуи Юпитера Олимпийского.
Вернувшись в 1858 году в Италию, Сергей Иванов прожил там всю свою оставшуюся жизнь и умирая, завещал все свои коллекции и коллекции брата — Московскому публичному и Румянцевскому музею. Германскому археологическому институту перешли его библиотека и все капиталы, с тем условием, чтобы на проценты с них сперва были изданы рисунки брата завещателя на сюжеты из Священного Писания. Умер 29 января 1877 в Риме; похоронен на Некатолическом кладбище в Тестаччо.